# Árpád Vajda
Pour les articles homonymes, voir Vajda.
Dans le nom hongrois Vajda Árpád, le nom de famille précède le prénom, mais cet article utilise l’ordre habituel en français Árpád Vajda, où le prénom précède le nom.
Árpád Vajda est un joueur d'échecs hongrois né le 2 mai 1896 à Rimaszombat et mort le 25 octobre 1967 à Budapest d'une fuite de gaz. Champion de Hongrie en 1928, il a participé à toutes les olympiades d'échecs de 1924 à 1937 (six olympiades  officielles et trois olympiades non officielles), remportant quatre médailles d'or par équipe (en 1926, 1927, 1928 et 1936) et trois médailles d'argent par équipe (en 1924, 1930 et 1937). Il reçut le titre de maître international à sa création en 1950 et celui d'arbitre international en 1954.
Árpád Vajda fut deuxième du tournoi de Portsmouth en 1923, quatrième ex æquo du tournoi de Vienne 1921, quatrième du tournoi olympique individuel de Paris en 1924 et du tournoi de Dieppe 1924 et du tournoi de Budapest 1927, cinquième du tournoi de Kecskemét en 1927 (victoire de Alekhine), cinquième du tournoi international de Budapest 1927 et quatrième ex æquo du tournoi de Budapest 1929 (tournois remportés par Capablanca). Il remporta le tournoi de Szolnok en 1932 (devant Hans Kmoch, Endre Steiner et Andor Lilienthal).